# Phlogacanthus guttatus
Phlogacanthus guttatus är en akantusväxtart som beskrevs av Christian Gottfried Daniel Nees von Esenbeck. Phlogacanthus guttatus ingår i släktet Phlogacanthus och familjen akantusväxter. Inga underarter finns listade i Catalogue of Life.